# Callergates gaillardoti
Callergates gaillardoti là một loài bọ cánh cứng trong họ Cerambycidae.